# Klaus Sojka
Klaus Sojka (* 10. November 1926 in Gogolin, Oberschlesien; † 8. September 2009 in Deggendorf) war ein deutscher Anwalt, Fachautor zu natur-, umwelt- und vor allem tierschutzrechtlichen Themen. Er war Landesvorsitzender und Spitzenkandidat der DVU in Schleswig-Holstein sowie seit Anfang 1999 bis zu seinem Ausscheiden 2000 auch Mitglied im DVU-Bundesvorstand. Er vertrat Standpunkte der Reichsbürgerbewegung.

## Leben
Sojka studierte nach dem Kriegsabitur und Dienst in der Wehrmacht Rechtswissenschaften, Volkswirtschaft und Politikwissenschaften, legte das erste und zweite juristische Staatsexamen ab und promovierte 1953 an der Universität Erlangen zum Dr. jur. über das Thema „Die strafrechtliche Behandlung der Halberwachsenen“ und 1954 an derselben Universität zum Dr. phil. über das Thema „Presse und Wirtschaftspolitik“. Anschließend war er nach eigenen Angaben in der Diplomprüfungskommission, als Referendar, Assessor und schließlich als Rechtsanwalt in Hamburg tätig, sowie als leitender Angestellter bei Kreditinstituten und Wirtschaftsunternehmen. Als Anwalt war er unter anderem für die Anti-Atomkraft-Bewegung tätig, zum Beispiel im Zusammenhang mit Brokdorf.
Er soll in der frühen Phase der Partei auch Mitglied der Grünen gewesen sein. Er war zeitweise Landesvorsitzender und Spitzenkandidat der DVU in Schleswig-Holstein sowie seit Anfang 1999 bis zu seinem Ausscheiden (infolge eines Konfliktes mit dem DVU-Vorsitzenden Gerhard Frey um die Teilnahme an der Landtagswahl in Schleswig-Holstein) im Februar 2000 auch zeitweise Mitglied im DVU-Bundesvorstand. Ab 2001 war er im ersten NPD-Verbotsverfahren neben Horst Mahler und dem Justiziar Hans Günter Eisenecker als Rechtsvertreter vorgesehen.
Sojka war Mitglied in Tierschutz- und Vertriebenenorganisationen. Er war Präsident des 1973 gegründeten „Weltschutzbundes e. V.“, einer Organisation, die an der niedersächsischen Landtagswahl 1974 teilnehmen wollte, jedoch nicht zu Wahl zugelassen wurde – eine daraufhin angestrengte Wahlanfechtung blieb erfolglos. Eine weitere von ihm mitbeantragte Anfechtung gegen die Gültigkeit der Wahl zum 11. Deutschen Bundestag 1987 hatte ebenfalls keinen Erfolg. In Tierschutzfragen wendete sich Sojka unter anderem gegen das Schächten. Er verfasste unter anderem die Bücher „Die Wahrheit über die Wehrmacht: Reemtsmas Fälschungen widerlegt“ (über die Wehrmachtsausstellungen; 1998 erschienen bei Gerhard Freys FZ-Verlag) und „Die BRD ist kein Staat. Sind alle Deutschen staatenlos?“ (2008; entsprechend der Ideologie der Reichsbürgerbewegung).
2009 beantragte er beim Internationalen Gerichtshof das Nichtbestehen der Bundesrepublik Deutschland festzustellen.
Klaus Sojka lebte zuletzt in Deggendorf.

## Auszeichnungen
- 1981: Anerkennung  des Felix-Wankel-Tierschutz-Forschungspreises (für seine Dokumentation „Tollwutbekämpfung durch Fuchs-Tötungen“, 1979)
- Preis „Pro Universitate!“ der Universität der Wissenschaften Szeged (Ungarn)